# Roland Hill
Roland Hill (* 2. Dezember 1920 in Hamburg als Roland Hess; † 21. Juni 2014 in London) war ein deutsch-britischer Journalist und Autor.

## Leben
Roland Hess’ Vater, Rudolf Hess, war ein Hamburger Kaufmann, seine Mutter war Opernsängerin.
Nach der Machtübergabe an die Nationalsozialisten floh die Familie nach Prag. Hill begann 1937 in Wien eine Zeitungslehre. Nach dem Anschluss Österreichs floh er nach England. Bei Ausbruch des Zweiten Weltkriegs wurde er zunächst als Enemy Alien interniert, er meldete sich zur British Army und änderte seinen Namen in Roland Hill.
Nach dem Krieg begann er 1952 als Journalist bei der katholischen Wochenzeitung The Tablet, die von Douglas Woodruff herausgegeben wurde, der wiederum mit seiner Frau den Nachlass Lord Actons betreute, dessen Erbin sie war. Hill arbeitete als Korrespondent für große deutschsprachige Zeitungen, so die Frankfurter Allgemeine Zeitung und Die Presse. Für den deutschen Buchmarkt schrieb er einige Bücher über Großbritannien. Nach dem Ende seiner beruflichen Tätigkeit verfasste Hill eine umfassende Biografie des Politikers Lord Acton, die er anschließend selbst ins Deutsche übertrug.
Hill starb in St George’s Krankenhaus in London.

## Schriften (Auswahl)
- A time out of joint. A journey from Nazi Germany to post-war Britain. London: I B Tauris & Co, 2007
  - Eine Zeit aus den Fugen. Erinnerungen eines deutsch-englischen Europäers. Freiburg, Br.: Herder, 2009
- Lord Acton. Yale University Press, 2000
  - Lord Acton. Ein Vorkämpfer für religiöse und politische Freiheit im 19. Jahrhundert. Freiburg im Breisgau: Herder, 2002
- London. Streifzüge durch die englische Metropole. Bergisch Gladbach: Lübbe, 1994
- Englands Süden. München: Dt. Taschenbuch-Verl., 1988
- Margaret Thatcher. Aufstieg einer englischen Politikerin. Freiburg im Breisgau: Herder-Taschenbuch-Verl., 1988
- Typisch irisch. Ein vergnüglicher Reiseführer. Freiburg im Breisgau: Herder, 1985